# Barton Stone

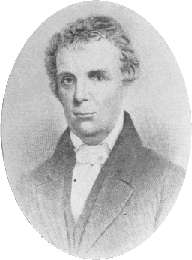
Barton Stone

Barton Warren Stone (* 24. Dezember 1772 in Port Tobacco Village, Province of Maryland; † 9. November 1844 in Hannibal, Missouri) war ein christlicher Geistlicher und Mitgründer der nordamerikanischen Kirche Christian Church (Disciples of Christ).

## Leben
Stone entstammte einer anglikanischen Familie. Er studierte Theologie an der Guilford Academy in North Carolina, wo er unter anderem James McGready hörte, und wurde presbyterianischer Prediger. Gemeinsam mit Thomas Campbell gründete er die Christian Church (Disciples of Christ) und formte mit ihm die Restoration Movement in den Vereinigten Staaten.